# Fiumalbo
Fiumalbo es un municipio situado en el territorio de la provincia de Módena, en Emilia-Romaña (Italia).

## Demografía
| Gráfica de evolución demográfica de Fiumalbo entre 1861 y 2008 |
|                                                                |
| Fuente ISTAT - elaboración gráfica de Wikipedia                |